# As-Simawi
As-Simawi (arabisch السماوي, DMG as-Simāwī, auch أبو القاسم محمد بن أحمد العراقي / Abū l-Qāsim Muḥammad b. Aḥmad al-ʿIrāqī) war ein islamischer Alchemist aus der Mitte des 13. Jahrhunderts.
Er ist vor allem durch ein Buch über alchemistische Umwandlung von Metallen bekannt (Kitāb al-ʿIlm al-muktasab fī zirāʿat adh-dhahab, Buch des Wissens über die Kultivierung von Gold). Im 14. Jahrhundert schrieb al-Dschildakī darüber einen Kommentar (wobei er den Namen des Autors nicht kannte, der Name taucht aber in einem der erhaltenen Manuskripte auf). Al-ʿIrāqī hatte beträchtliche experimentelle Erfahrung (Holmyard). Nach ihm sind alle Metalle bis auf einige äußere, entfernbare Zutaten gleich: ihr gemeinsamer Kern ist Gold. Die Theorie war keineswegs bei allen arabischen Wissenschaftlern anerkannt, zum Beispiel waren Metalle nach Avicenna alle verschieden und nicht ineinander umwandelbar. Al-ʿIrāqī kannte die Literatur und bemühte sich theoretische und experimentelle Gründe für die Umwandelbarkeit anzugeben.
Noch drei weitere Werke sind bekannt, in einem erwähnt er den regierenden Sultan von Ägypten und Syrien al-Malik az-Zahir Rukn ad-Din (Baibars I.).

## Schriften
- Abu l-Qasim Muhammad ibn Ahmad al-Iraqi: Kitab al-‘Ilm al-maktasab fi zira‘at adh-dhahab: Book of knowledge acquired concerning the cultivation of gold by Abu 'l-Qasim Muhammad ibn Ahmad al-‘Iraqi, Herausgeber Eric John Holmyard, Paris 1923 (arabisch-englischer Text)